# Иосиф Шумлянский
Ио́сиф (в миру Ива́н Евста́фьевич Шумля́нский; 1643 — 16 июля 1708, Львов) — церковный деятель Речи Посполитой, православный, а впоследствии епископ Львовский Униатской Церкви; брат луцкого униатского епископа Афанасия (1688—1695).

## Биография

### Ранние годы
Происходил из благочестивой русской православной семьи. Отец — Евстахий Шумлянский — державца села Гошев, записал для Гошевского монастыря 3000 злотых. Его бабка была из рода Рожнятовских герба Сас (имя неизвестно).
Иван в молодости находился на военной службе, в составе войска польского принимал участие в боях под Чудновым в сентябре 1660 года как ротмистр панцирной хоругви. В то время сблизился с коронным хорунжим Яном Собеским. 
Был женат на шляхтянке-католичке Гелене Яблонской. Под влиянием польской шляхты охладел к православию. Как заявляли впоследствии, Шумлянский стал врагом православной церкви и даже сменил вероисповедание: «Никогда у наших священников не исповедовался, только у ксёндзов», — признавал позже киевский православный митрополит Гедеон Святополк-Четвертинский.

### Епископ Львовский
В 1666 году умер православный епископ Львовско-Галицкий Арсений (Желиборский). Опеку над епархией принял бывший епископ Перемышльский Антоний Винницкий, который в то время титуловался митрополитом Киевским, поскольку митрополита Иосифа Тукальского поляки посадили в Мальборк. Однако, Антоний Винницкий не пользовался авторитетом в епархии и, возможно, это привело к тому, что Евстахия Свистельницкого, которого он поддерживал, не выбрали.
В июне 1667 года он разводится, а вскоре принимает монашество с именем Иосиф. В сентябре 1667 стал избран на Львовскую кафедру.
После избрания Шумлянский обратился за рукоположением в сан не к православному митрополиту Антонию Винницкому, а к львовскому латинскому архиепископу Яну Тарновскому. Впоследствии, уже рукоположенный в сан священника, Шумлянский поехал в Молдавию.
Во время отсутствия Шумлянского Антоний Винницкий захватил Юрьевский кафедральный собор во Львове и инициировал избрание Евстахия Свистельницкого 21 января 1668 года, принявшего монашество с именем Иеремия. За то время Шумлянский в Яссах пригласил двух отлучённых Константинопольским Патриархом греческих иерархов, которые рукоположили его 10 февраля 1668 года в селе Высочки (ныне село Высечка, Борщёвский район).
Вернувшись во Львов, Иосиф Шумлянский несколько раз нападал на кафедральный собор святого Юра, пока не захватил его. Воины Иосифа Шумлянского напали на оборонный монастырь, избили слуг митрополита; он забрал епископские митры, ризы, одежду, ковры, оружие, столовые приборы, бочки вина, лошадей для кареты и тому подобное. Дело дошло до суда, который признал Шумлянского владыкой.
Антоний Винницкий 10 мая, в день Вознесения Господня, Успенской церкви Львова рукоположил Иеремию Свистельницкого и провозгласил отлучение Шумлянского. Однако его признал Киевский митрополит Иосиф Тукальский, который конфликтовал с Винницким, упрекая его, что тот не получил патриаршее благословение. Патриарх Александрийский Паисий также признал Шумлянского львовским епископом.
Противостояние продолжалось длительное время. В 1670 году Патриарх Иерусалимский Досифей провозгласил Шумлянского фальшивым архиереем и благословил Свистельницкого. Король, в свою очередь, издал несколько грамот, которыми власть в епархии передавалась то одному, то другому претенденту.

### Дипломатические миссии
В 1670 году Иосиф Шумлянский был приглашён королём Михалом Вишневецким к участию в комиссии между Короной Польской и правобережным гетманом Петром Дорошенко, которая происходила в Остроге. Она имела цель подготовить мирное соглашение между Геманщиной и Польшей, учитывая заключение Дорошенко соглашения с Османской империей. Иосиф Шумлянский был посредником королём Михалом Вишневецким и гетманом Петром Дорошенко и находился в Чигирине. За то время Шумлянский наладил определённые отношения с Дорошенко: известно, что после того, как посланник Дорошенко Роман Ракушка-Романовский провёл в 1670 году тайные переговоры с каймакамом Кара-Мустафой, последний повлиял на Патриарха Константинопольского Мефодия в деле благословение Иосифа Шумлянского на Львовскую епархию.
В 1671 году, объезжая епархию, Шумлянский в Могилёв-Подольском во время Богоявленского ярмарки был арестован по приказу Петра Дорошенко и доставлен в Чигирин, но за короткое время после вмешательства отца освобождён.
В дальнейшем Шумлянский по поручению великого коронного гетмана Яна Собеского поддерживал постоянные дипломатические связи с Петром Дорошенко. В сентябре 1672 году под Львовом он договорился с представителями Дорошенко о выплате львовскими мещанами контрибуции размером 80 000 талеров. 13 апреля 1673 года сейм Речи Посполитой назначил Иосифа Шумлянского руководителем посольства в Чигирин. В конце июня 1673 года король Михаил Корибут Вишневецкий снова послал его на переговоры с Петром Дорошенко. 8 июля Шумлянский присутствовал на казацкой раде, где предлагал вернуться под власть Польской Короны на условиях Подгаецкого соглашения 1667 года.
В 1677 году Иосиф Шумлянский в разговоре с папским нунцием выразил готовность принять унию. За это добивался имений Киевской митрополии, Львовской епархии, Киево-Печерской Лавры. В начале 1681 года в Варшаве в присутствии папского нунция Шумлянский, а также перемышльский епископ Иннокентий Винницкий, архимандрит Уневского монастыря Варлаам Шептицкий, игумен Лиснянського монастыря Сильвестр Тваровский приняли унию. Тогда же Шумлянский предложил правительству проект введения унии.
Иосиф Шумлянский также не сразу открыто объявил о своём переходе в юрисдикцию Рима. Долгое время он продолжал поддерживать сношения с патриархом Московским и всея Руси Адрианом, лицемерно убеждая его в своей верности православию. Выступил с проектом возобновления Галицкой православной митрополии, которая была бы независимой от Киевской и находилась в юрисдикции Московского Патриархата. В то же время король Ян Собесский и католические иерархи оказывали на Львовского епископа сильное давление, побуждая его открыто заявить о своём переходе в унию.
В 1683 году епископ Иосиф Шумлянский принял участие в Венской битве (ротмистр, 1683). Он возглавил хоругвь панцерной конницы из 88 человек, которых привёл из Львова 1 августа под Вену. Во время битвы его самого ранили в левую ногу. Иосиф Шумлянский стал автором «Думы» о битве под Веной: «Та в неділю барзо рано // Всіми труби заіграно, // Тяжко з гармат огня дано, // Од короля заволало: // „Нуте, ляхи, всі за мною, // Скочте щире з охотою! // Будуть турки утікати, // А ми будем їх рубати“».
16 декабря 1694 года созван первый за годы епископства Шумлянского униатский съезд во Львове, на котором собралось более 50 представителей различных монастырей, братств и шляхты, а также многочисленное приходское духовенство. На этом форуме присутствовал епископ Иннокентий Винницкий. Несмотря на то, что Львовский епископ на этом собрании призывал свою паству к соединению с Римом, ему был дан отпор: против унии наиболее резко выступили православные монахи и шляхта. Это возымело своё действие — Шумлянский вновь отложил своё намерение принять унию и стал поддерживать отношения с православным Киевским митрополитом Варлаамом Ясинским.
11 октября 1695 года во время татарского нападения на Львов «поздравил» врагов выстрелами из пушек и ружей.
Чтобы принудить епископа Иосифа к окончательному переходу в униатство, католики решились в 1697 года обнародовать акт католического исповедания веры, подписанный Шумлянским. Власти Речи Посполитой положили конец колебаниям Иосифа, запретив ему войти в управление приходами освобождённой от турок по Карловицкому миру Подолии, входившей в состав его епархии, но временно переданной под начало униатского епископа Иннокентия Винницкого.

### Явный переход в Унию
В 1700 году перевёл Львовскую православную епархию в унию. Часть мещан сопротивлялась, в частности, однажды его и многочисленных знатных гостей не пустили к Львовской братской церкви. В ответ на это епископ попросил помощи коронного гетмана Станислава Яна Яблоновского, который приказал солдатам открыть дверь. Позже Шумлянский выслушивал брань мещан и духовников.
Шумлянский поручил духовенству проводить метрики, составил инструкции, как вести себя в церкви и вне её. Автор церковного учебника «Метрика» (1687) и «Думы о битве с турками под Веной».
Имел судебный процесс с брацлавским воеводой Яном Александром Конецпольским, настраивал против него крестьян в 1708 году
Владел домом на улице Русской 20 во Львове, перед тем принадлежал, в частности, купцу-греку Кирияку Изаровичу.